# Arene echinata
Arene echinata is een slakkensoort uit de familie van de Areneidae. De wetenschappelijke naam van de soort is voor het eerst geldig gepubliceerd in 1970 door James Hamilton McLean.